# Ірен Лідова
Ірен Лідова (фр. Irène Lidova, (7 січня 1907 , Москва  — 23 травня 2002 , Париж ), уроджена Камінська) — російсько-французький танцювальний критик, письменниця, ведуча і продюсерка. Вона працювала в модній журналістиці для журналу Vu , а потім писала огляди танців для щотижневого літературного видання Marianne}. Лідова працювала організатором концертних вистав та співзасновником Les Ballets des Champs-Elysées у 1945 році. Вона приєдналася до Les Ballets de Paris-Roland Petit Ролана Петі у 1948 році, а потім стала партнером невеликої танцювальної трупи Мілорада Мішковича у 1956 році. Лідова також публікувалася у танцювальних журналах та написала 27 текстів для 27 опублікованих альбомів танцювального фотографа Сержа Лідо. У 1979 році вона була удостоєна звання кавалера Ордену Мистецтв та літератури.

## Ранні роки
Ірина Камінська народилася 7 січня 1907 року в Москві — столиці Російської імперії. Її батько був юристом, а мати — працювала лікаркою. У неї була ще молодша сестру, що почала займатися балетом у Консерваторії музики та танцю. Деякі зі своїх ранніх років Ірина провела в Петрограді, а її родина емігрувала з післяреволюційної Росії до Парижа на санях, запряжених кіньми, через замерзлу Фінську затоку, коли вона була маленькою. Спочатку вона навчалася у середній школі, а потім вступила до Сорбонни. В Паризькому університеті Лідова займалася балетом під керівництвом прими-балерини Імператорського балету Ольги Преображенської у студії Wacker. Крім того, вона вивчала мистецтвознавство, французьку та російську літературу, а також брала уроки малювання.

## Кар'єра
Після закінчення навчання Ірен зайнялася модною журналістикою та робила макети для журналу Vu. Лідова переконала редактора Vu опублікувати статтю про балерину та коханку Миколи II Матильду Кшесінську. Лідова співпрацювала з фотографом Брассаї. У 1939 році вона почала писати огляди танців для щотижневого літературного видання Marianne| після запрошення стати його танцювальним критиком. Її також запросили редагувати нове видання під назвою France Magazine, і вона продовжувала займатися танцями на аматорському рівні. У 1943 і 1944 роках Лідова організувала перші концертні виступи Жанін Шарра та Ролана Петі в Парижі. Після цих успішних концертів Лідову запросили організувати серію з десяти танцювальних вечорів, на яких були представлені Жан Бабілє, Зізі Жанмер, Етері Пагава та Ніна Вирубова.
Перед визволенням Парижа в 1944 році, вона була поранена осколком, коли йшла по вулиці. Ірина змогла повністю одужати. Наступного року Лідова стала співзасновником балету Єлисейських полів у Театрі де ля Вілль. Вона працювала генеральним секретарем балету і працювала в Театрі Єлисейських полів, де вона розробила Le Dejeuner sur l'herbe для Петі. Лідова була запрошена в трупу Петі Les Ballets de Paris, засновану Роланом Петі в 1948 році після того, як їм обидвом не сподобалася атмосфера в Театрі Єлисейських полів. Лідова допомагала Джину Келлі в кастингу фільму «Запрошення на танець» і була консультантом кількох оперних театрів, зокрема, «Ла Феніче», де підготувала постановку українця Сержа Лифаря та Броніслави Ніжинської, та в Калласі у постановці «Сицилійська вечірня», якою відкривали нову Туринську оперу. У 1947 році вона організувала конференцію, присвячену Вацлаву Ніжинському, чому сприяли спростовані чутки про його смерть в Угорщині.
Ірина Лідова вирішила відмовитися від своєї прихильності до Петі і більше не займатися балетом після вмовлянь танцюриста Мілорада Мішковича. В 1956 році Лідова стала соратницею Мішковича в його невеликій трупі, щоб заохочувати, головним чином, молодих солістів до виконання нових творів. Вони з Мішковичем гастролювали світом протягом наступного десятиліття без зовнішнього фінансування. Вона консультувала директора фестивалю Nervi Маріо Порчіле в Італії щодо вибору артистів та балетів, а також займалася логістикою. Лідова була організатором серії програм у «Театрі ла Фенічі» у Венеції в 1971 році і переконала старіючу Броніславу Ніжинську відродити «Весіллячко».
Також брала участь у танцювальних журналах Ballet Annual ; Balletto Oggi в Мілані ; Dance News у Нью-Йорку ; Dance and Dancers у Лондоні та Les Saisons de la Danse у Парижі. Лідова є автором 17 Visages de la danse francaise (1953) та Roland Petit (1956). Вона опублікувала свою автобіографію Ma Vie avec la danse у 1992 році та написала 27 текстів для 27 опублікованих альбомів Сержа Лідо.

## Особисте життя
Ірина Лідова була одружена з французько-російським танцювальним фотографом Сержем Лідо до його смерті в 1984 році. Вони не мали дітей.
В 1979 році Ірен Лідова була удостоєна звання кавалера Ордену Мистецтв і літератури.
23 травня 2002 року вона померла у Парижі, Франція.

## Ушанування пам'яті
The Times написала, що «Лідова сприяла розвитку французької культури, не будучи француженкою», як це зробив директор балета Парижской оперы українець Лифар, і «втілювала душу французького балету протягом півстоліття, починаючи з періоду Другої світової війни».
Публічна бібліотека Нью-Йорка зберігає аудіозапис 1976 року Ендрю Марка Вентінка про Лідову та її чоловіка французькою мовою в рамках проєкту «Усна історія» Нью-Йоркської публічної бібліотеки з виконавських видів мистецтва.